# Ricordi proibiti
Ricordi proibiti (titolo orig. Malempin) è un romanzo di Georges Simenon scritto a Château de Scharrachbergheim (Bas-Rhin) nel marzo 1939. I primi due capitoli uscirono in anteprima sul trimestrale Les Cahiers du Nord (Charleroi), nn° 2-3, nel 1939; il libro fu pubblicato nel 1940 da Gallimard.

## Trama
Per il dottor Edouard Malempin è un giorno speciale. Ha comperato una nuova automobile per portare la sua famiglia in vacanza nel sud della Francia. Ha salutato tutti in ospedale e ha regalato una bambola ad una bambina gravemente malata a cui si è affezionato. Tornato a casa, ha trovato il più giovane dei figli, chiamato da sempre Bilot con febbre alta e che fa fatica a respirare. La difterite che potrebbe essere mortale è stata però diagnosticata in tempo alimentando la speranza che il piccolo ce la possa fare a superare il fatidico decimo giorno. Lo sguardo del bambino che non lo perde di vista un attimo ricorda a Malempin lo stesso modo che lui aveva di osservare suo padre. E i ricordi della sua infanzia si fanno man mano strada, e per renderli ancora più precisi inizia ad annotarli su un quaderno mentre veglia notte e giorno al capezzale del figlio. Lui e la moglie si erano tacitamente spartiti i figli. Jean il primogenito è della moglie, Bilot è suo. C'è un fatto, un'ombra, che pesa al dottore Malempin. Un episodio della sua infanzia che non ha mai affrontato apertamente.
Un giorno suo zio Tesson, un benestante che prestava soldi ad usura e che aveva sposato una donna molto più giovane di lui, Elise, improvvisamente scompare e di lui non si sa più nulla.
La famiglia Malempin si recava con una certa frequenza a trovare lo zio, anche se i rapporti tra le due famiglie non erano dei più cordiali, al quale chiedevano soldi per pagare il mutuo della grande casa che avevano acquistato forse facendo il “passo più lungo della gamba”.
Successivamente alla sparizione dei Tesson, alla presenza del figlio la madre, interrogata dalla polizia, comunica una data diversa di quando lo zio era passato l'ultima volta da casa loro. Un errore o una bugia determinata? Qualche settimana dopo, un giorno andando a scuola passando accanto ad una discarica Edouard nota un polsino con un gemello che apparteneva sicuramente allo zio.
Malempin tace di questa scoperta e per anni si arrovella sul fatto se i genitori e forse anche la zia Elise, fossero coinvolti nella sparizione dello zio. Risposta parziale che arriva solo indirettamente dalla ricostruzione dei fatti.
Dopo la scomparsa di Tesson, il giovane Malempin viene mandato a vivere e a studiare in casa della zia Elise che per lui rappresenterà nel suo immaginario l'ideale di femminilità.
Passano gli anni, il padre muore, la madre è costretta a lasciare la grande casa per la quale tanto aveva lottato e si barcamena gestendo un negozietto. Anche la zia Elise muore, ma gli lascia in eredità una borsa di studio che gli consentirà di diventare dottore.
I giorni passano e il figlio Bilot si riprende. Malempin torna in ospedale ma la piccola al quale aveva donato la bambola è nel frattempo deceduta.

## Adattamenti

### Teatro
- Doppio fondo è una libera versione tratta dal romanzo di Simenon scritta e diretta da Luigi Romagnoli: è andato in scena al Teatro dell'Orologio di Roma in un dittico dal titolo le Corrispondenze.

## Edizioni italiane
- Ricordi proibiti, traduzione di Roberto Cantini, Collana Il girasole. Biblioteca Economica n.149, Milano, Arnoldo Mondadori Editore, novembre 1960.
- Malempin, in  Pedigree e altri romanzi (Pedigree et autres romans, Bibliothèque de la Pléiade n°553, Gallimard, 2009), traduzione di Francesco Tatò, a cura di Jacques Dubois e Benoît Denis, Collezione La Nave Argo n.19, Milano, Adelphi, 2021, ISBN 978-88-459-3646-3.
- Malempin, traduzione di F. Tatò, Collana Biblioteca n.765, Milano, Adelphi, 2024, ISBN 978-88-459-3915-0.